# 이스터 퍼레이드
《이스터 퍼레이드》(영어: Easter Parade)는 1948년 개봉한 미국의 뮤지컬 영화로, 찰스 월터스가 감독을 맡았다.
곡 "Easter Parade", "Steppin' Out with My Baby", "We're a Couple of Swells"로 유명한 영화이다. 찰스 월터스 감독과 주디 갈런드 커리어 중 상업적으로 가장 성공한 작품이며, 개봉 당해 가장 높은 흥행 수익을 올린 뮤지컬 영화이다.

## 출연

### 주연
- 주디 갈랜드
- 프레드 아스테어

### 조연
- 피터 로포드
- 앤 밀러
- 줄스 먼신
- 클린튼 선드버그
- 리처드 비버스

## 기타
- 제작팀장: 로저 에덴스
- 의상: 아이린
- 의상: Valles